# 오라케이 코라코

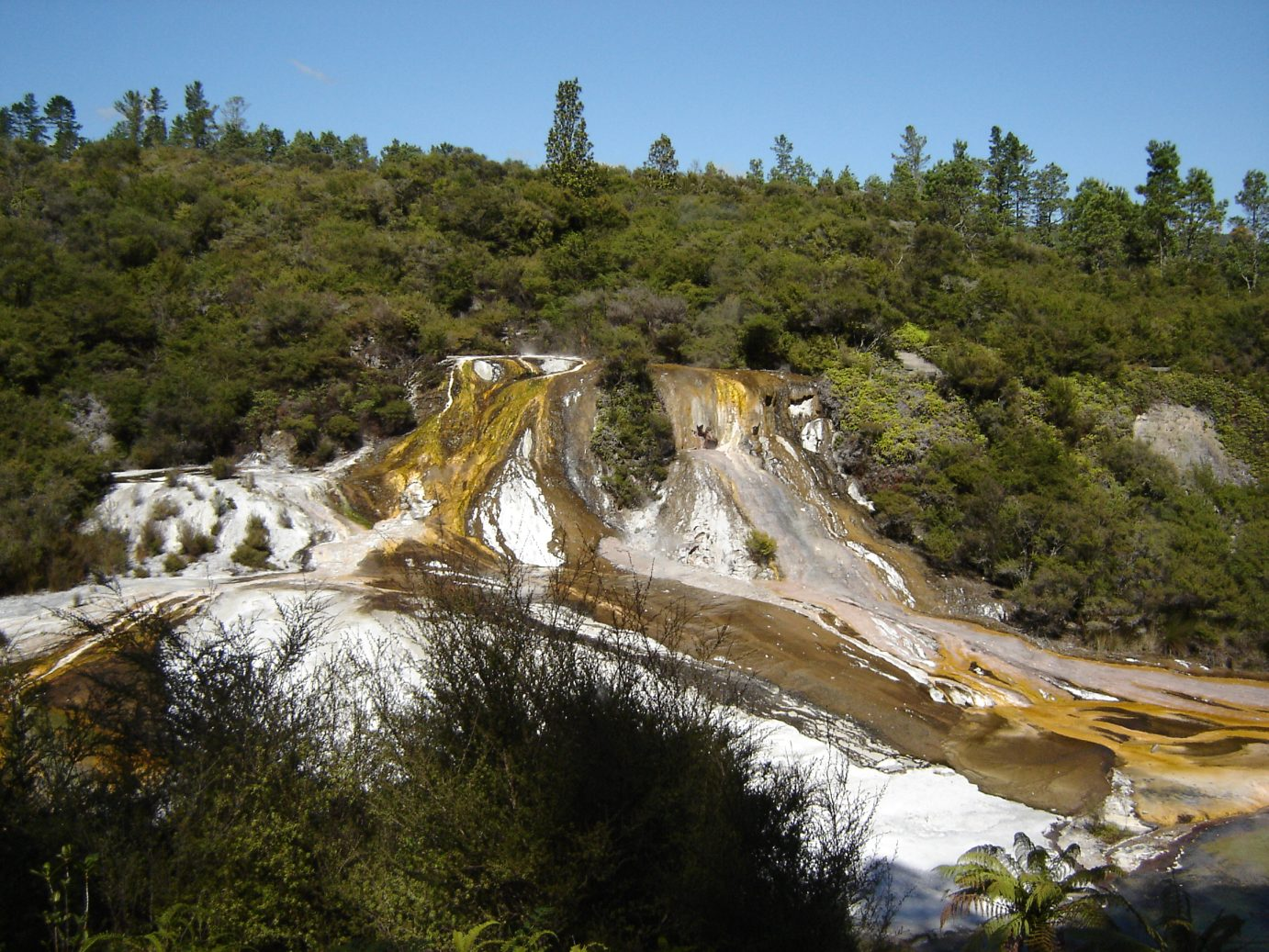
오라케이 코라코

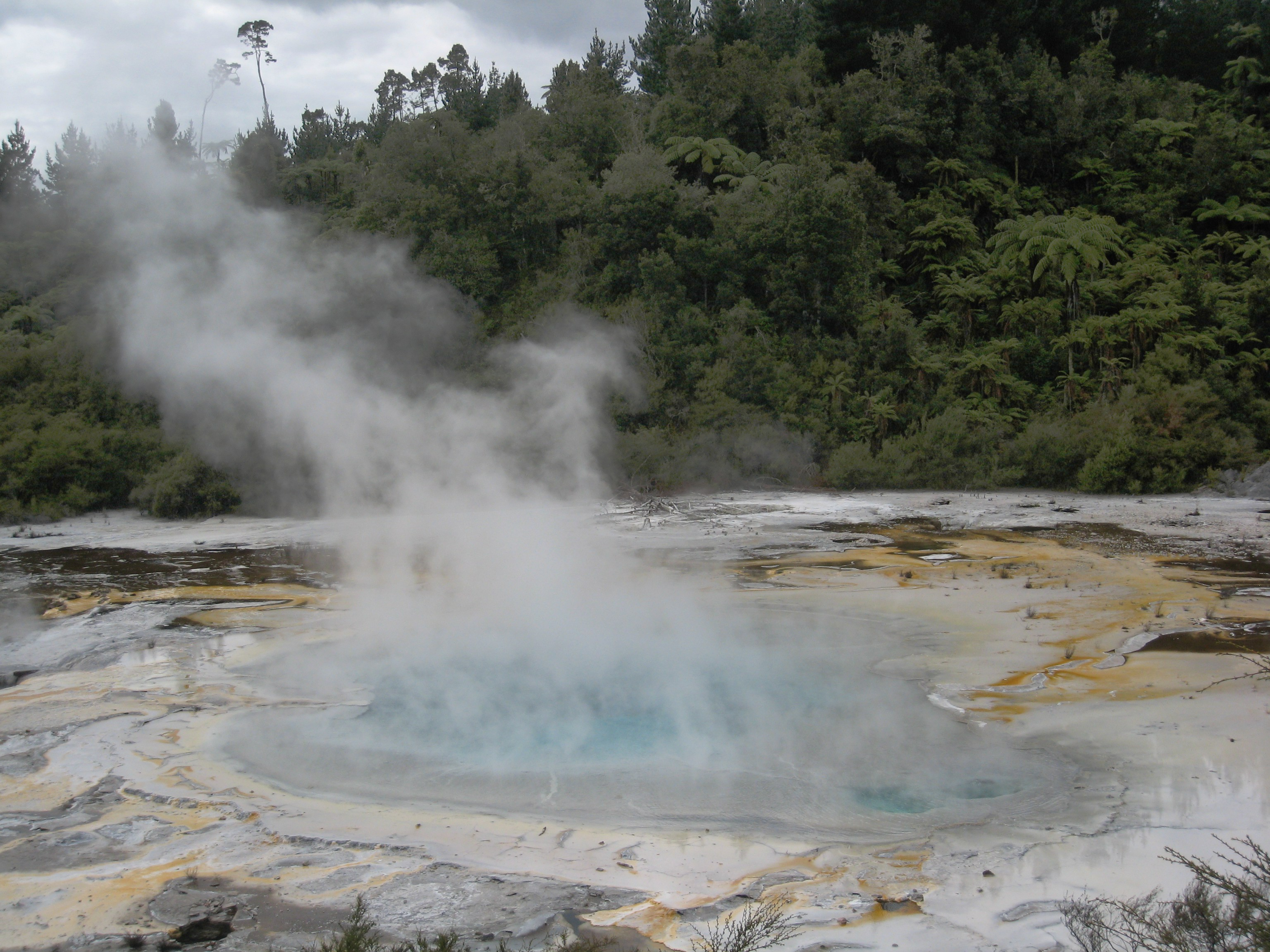
아티스트 팔레트 연못

오라케이 코라코(Orakei Korako)는 뉴질랜드 북섬 타우포 화산지대에 있는 지열지대이다. 이곳은 화산 활동을 통해 형성되었으며, 강옆에 딱 붙어있다. 그곳은 화산계곡인데, 아직도 화산 활동이 활발하며 간헐천, 온천 등이 많고 테라스들과 머드팟도 볼 수 있다. 매년 수백명의 관광객이 찾아오며, 지금도 활발한 화산 활동을 보여주고 있다.